# 賴特峰
賴特峰（英語：Wright Peak, Antarctica），是南極洲的山峰，位於埃爾斯沃思地，處於薩特利峰以南0.9公里，屬於瓊斯山的一部分，海拔高度1,510米，由明尼蘇達大學地質學會繪入地圖，現時由南極條約體系管理。